# Hédouville
Hédouville – miejscowość i gmina we Francji, w regionie Île-de-France, w departamencie Dolina Oise.
Według danych na rok 1990 gminę zamieszkiwały 283 osoby, a gęstość zaludnienia wynosiła 54 osób/km² (wśród 1287 gmin regionu Île-de-France Hédouville plasuje się na 935. miejscu pod względem liczby ludności, natomiast pod względem powierzchni na miejscu 659.).